# Así no se trata a una dama
Así no se trata a una dama es una película de suspenso psicológico estadounidense de 1968 con elementos de comedia negra, dirigida por Jack Smight y protagonizada por Rod Steiger, Lee Remick, George Segal y Eileen Heckart. Adaptada por John Gay de la novela homónima de 1964 de William Goldman, sigue a un asesino en serie en la ciudad de Nueva York que se hace pasar por varios personajes para ganarse la confianza de las mujeres antes de asesinarlas.
Estrenada en la primavera de 1968, la película recaudó 3,1 millones de dólares a nivel nacional y recibió críticas muy favorables, con elogios por la actuación de Steiger y la mezcla de terror y humor negro. Segal fue nominado a un premio BAFTA al mejor actor de reparto por su interpretación del detective Moe Brummel.
En 1987 se realizó una adaptación de comedia musical de Douglas J. Cohen y se escenificó en el  Off-Broadway en 1996.

## Trama
Christopher Gill es un asesino en serie obsesionado con su difunta madre, una destacada actriz de teatro. Se aprovecha de las mujeres,  mayores, propietario y director de un teatro de Broadway, adopta varios disfraces para tranquilizar a sus víctimas y evitar la identificación, haciéndose pasar por personajes como un sacerdote irlandés, un policía, un fontanero, un extravagante peluquero gay y un travesti. Una vez que se gana la confianza de sus víctimas, las estrangula hasta la muerte antes de pintarles un par de labios en la frente con lápiz labial rojo llamativo.
El detective Morris Brummell está investigando los asesinatos. Brummel cita en el periódico que el último asesinato estuvo bien planeado y bien ejecutado. Esto apela al ego de Gill, por lo que comienza a llamar a Brummel para hablar sobre los asesinatos y el estado de la investigación. Brummel logra obtener algunos fragmentos de información sobre Gill, pero en su mayor parte Gill logra burlarse de él sin revelar su identidad.
Fuera del trabajo, la autoritaria madre de Brummel quiere que su hijo se parezca más a su hermano médico y se establezca. Ella desprecia su elección de carrera. El nuevo interés amoroso de Brummell es Kate Palmer, quien vislumbró a Gill minutos antes de que cometiera el primer asesinato, aunque no lo suficientemente bien como para identificarlo de una manera que ayudara en la investigación. Palmer logra ganarse a la madre de Brummell afirmando que planea convertirse en judía y pretendiendo dominar a su hijo.
En lo que resulta ser su última conversación telefónica, Brummel le da la vuelta a Gill y lo insulta. Posteriormente, Gill apunta a Palmer. Obviamente, esto se debe a razones distintas a la fijación de su madre, ya que Palmer no encaja en el perfil de sus víctimas anteriores. Puede que esté celoso de Palmer o quizás quiera vengarse de Brummell por los insultos.
Gill ataca a Palmer en su apartamento, pero se ve obligado a huir antes de poder causarle un daño grave. Durante la persecución policial que sigue, se ve a Gill entrando a su cine por una puerta lateral. Al investigar el avistamiento, Brummell conversa amigablemente con Gill (el detective en ese momento no puede estar seguro de que el hombre que tiene delante sea el atacante de Palmer). Cuando ve en el vestíbulo del teatro un cuadro de una actriz con los labios resaltados con lápiz labial rojo intenso, que Gill ofrece como un retrato de su madre, sabe que tiene a su hombre.
Brummel confronta a Gill con sus sospechas, pero Gill se mantiene tranquilo. Brummel va a ver la sala de vestuario y, en el camino de regreso, mientras pasa por el escenario del teatro, Gill lo ataca con el aparejo detrás del escenario. Brummel se tambalea, pero puede dispararle fatalmente a Gill antes de que vuelva a atacar. En su desmayo, Gill rememora los asesinatos que cometió, tal como su mente trastornada los ha reformulado.

## Elenco
- Rod Steiger como Christopher Gill
- Lee Remick como Kate Palmer
- George Segal como Morris Brummel
- Eileen Heckart como Mrs. Brummel
- Murray Hamilton como Inspector Haines
- Michael Dunn como Mr. Kupperman
- Martine Bartlett como Alma Mulloy
- Barbara Baxley como Belle Poppie
- Irene Dailey como Mrs. Fitts
- Doris Roberts como Sylvia Poppie
- Ruth White como Mrs. Himmel
- Val Bisoglio como Detective Monaghan
- David Doyle como Lieutenant Dawson
- Kim August como Sadie

## Producción

### Guion
Goldman escribió la novela original mientras experimentaba un bloqueo de escritor, al escribir Boys and Girls Together (publicada en 1964). Se inspiró en un artículo sobre el estrangulador de Boston que sugería que podría haber dos estranguladores operando, y Goldman se preguntó qué pasaría si ese fuera el caso y se pusieran celosos el uno del otro. 

### Desarrollo
En octubre de 1966 se anunció que Sol C. Siegel había firmado un contrato para tres películas con Paramount Pictures, de las cuales la primera sería una adaptación de Así no se trata a una dama.  En diciembre, Siegel contrató a John Gay para adaptar la novela a un guion,  Jack Smight dijo más tarde que Goldman se negó a hacer la adaptación cinematográfica alegando que un novelista nunca debería adaptar su trabajo a la pantalla. 
En marzo de 1967, Jack Smight firmó para dirigir.  En mayo, Rod Steiger asumió el papel principal  y George Segal se unió al elenco en junio. 
Paramount estaba dirigida por Robert Evans en ese momento, pero Smight dijo que recibió más ayuda de su ejecutivo Peter Bart. "Él fue de gran ayuda para mí en circunstancias muy difíciles", dijo Smight. 
Tony Curtis fue la elección de Evans para interpretar al detective, pero Smight insistió en que el papel fuera para George Segal. 

### Rodaje
El rodaje comenzó en junio y tuvo lugar principalmente en Brooklyn Heights, Nueva York. El plan original era rodar tres semanas en Nueva York y hacer todos los interiores en el estudio de Paramount, pero al final Smight y Siegel decidieron rodar toda la película en Nueva York. 
"Es la película de Steiger", dijo Segal. "Él corre por ahí haciendo todo tipo de papeles diferentes y yo simplemente paso y lo miro... Es una producción de Hollywood grande y cómoda y tengo horas de banquero". 
Eileen Heckart filmó sus escenas durante el día mientras aparecía de noche en Sabes que no puedo escucharte cuando el agua corre. 
El rodaje finalizó en septiembre. 
Según los informes, Sol Siegel no estaba contento con el final, pero el director y la estrella lo invalidaron. 
La novela fue reeditada bajo el nombre de Goldman en 1968 coincidiendo con el estreno de la película. El New York Times la calificó de "deslumbrante". 
Smight tenía derecho al 15% de los beneficios netos. Dice que nunca recibió ninguno, por culpa a la contabilidad del estudio. 

## Estreno

### Taquillas
Así no se trata a una dama se estrenó el 20 de marzo de 1968 y recaudó 3,1 millones de dólares en la taquilla estadounidense. 

### Recepción
Wanda Hale, del New York Daily News, elogió la película por la "actuación de gran esfuerzo" de Steiger y su mezcla de humor y lo macabro.  El crítico de People Ernest Betts comparó la película con las obras de Alfred Hitchcock, elogiando la actuación de Steiger y resumiendo: "La película tiene un humor macabro que simplemente le quita el toque de horror y, a veces, es hilarante". 
Vincent Canby de The New York Times escribió que: "Debajo de todo el escandaloso maquillaje, postizos, disfraces y carcajadas en Así no se trata a una dama, hay un comentario curioso e irónico sobre la tierra del amor maternal sofocante...No hay nada de malo en este tipo de sensación por sí misma, siempre y cuando los chistes y las mascaradas de Steiger mantengan su audaz descaro. Sin embargo, cuando no lo hacen, como sucede cada vez con mayor frecuencia hacia el final, la mente comienza a divagar." 
El actor George Segal fue nominado al premio BAFTA al mejor actor de reparto por su interpretación del detective Moe Brummel. 

### Medios domésticos
Paramount Home Entertainment lanzó la película en DVD el 3 de septiembre de 2002.  Bajo licencia de Paramount, Scream Factory lanzó la película en Blu-ray por primera vez el 21 de diciembre de 2021. 

## Obras relacionadas
En 1987, Douglas J. Cohen adaptó la película a una comedia musical,  que fue revivida en el Off-Broadway por la York Theatre Company en 1996.  Esa producción fue nominada al premio Outer Critics Circle a la mejor reposición musical. 